# Trybliophorus octomaculatus
Trybliophorus octomaculatus är en insektsart som beskrevs av Jean Guillaume Audinet Serville 1831. Trybliophorus octomaculatus ingår i släktet Trybliophorus och familjen Romaleidae. Inga underarter finns listade i Catalogue of Life.